# Bonifác III.
Bonifác III. (zemřel 12. listopadu 607 v Římě) byl papežem od 19. února do 12. listopadu 607. Za jeho pontifikátu se konala v Římě synoda, na které bylo stanoveno, že za života papeže či biskupa se nesmí jednat o osobě jeho nástupce.